# Атеректомија
Атеректомија је минимално инвазивна техника за уклањање накупљеног атеросклеротског плака накупљеног у артеријама (атеросклероза) јер може ограничити проток крви у целом телу.
Она је алтернатива ангиопластици за лечење болести периферних артерија, иако постојеће студије нису адекватне да би се утврдило да ли је боља од ангиопластике. Такође је коришћена за лечење болести коронарних артерија, иако без доказа супериорности у односу на ангиопластику.

## Опште информације
Атеросклероза која се јавља у артеријама које воде до срца (коронарне артерије), то се зове коронарна артеријска болест . Болест коронарних артерија је најчешћа врста болести срца, која ако се не лечи, може значајно блокирати доток крви у срце и изазвати срчани удар.
Ако атеросклероза утиче на било коју артерију изван срца, то се назива болест периферних артерија. Она погађа више од шест милиона одраслих старијих од 40 година само у Сједињеним Државама. Без лечења, може изазвати јак клаудикациони или ноћни бол бол, споро зарастајуће или или незацељујуће ране и повећан ризик од губитка удова (гангрена.
У овим стањима као метода лечења може се применити атеректомија, као облик периферне интервенције  којом се отварају артерије блокиране плаком, код напред описаних стања. Током атеректомије, лекар користи катетер (дугу, уску цев) са оштрим сечивом, ласером или ротирајућим уређајем на крају цеви да би састругао, растворио или разбио плак без прављења великог реза.

## Врсте атеректомије
Како се тренутно користити неколико различитих врста оштрица или се користити ласере за уклањање плака, у примени су следеће методе:

### Ексцизиона атеректомија
Код ове методе оштрица специјалног ножа сече плак у једном правцу.

### Ласерска аблацијска атеректомија
Код ове методе ласерски знак уништава плак.

### Орбитална атеректомија
Код ове метод алат за окретање ради као брусни папир за уклањање плака.
Ротациона атеректомија за разлику од дфругих метода користи ротирајући уређај постављен на врх катетера. Уређај се ротира веома великом брзином како би разбио плак на ситне честице довољно мале да безбедно протичу кроз крв без блокирања крвних судова.
Врста технике атеректомије која  се користи варира у зависности од степена накупљања плака. 

## Предности и ризици атеректомије
Већина пацијената доживљава тренутно побољшање протока крви након атеректомије и побољшање симптома као што су бол у ногама, бол у грудима, отицање ногу или кратак дах. Пошто је то минимално инвазивна процедура без великог реза, многи пацијенти имају мањи губитак крви и бол и мање компликација. Атеректомија обично има бржи опоравак уз краћи боравак у болници него традиционалне отворене хируршке процедуре.
Атеректомија је обично нискоризична процедура. Компликације су ретке, посебно када процедуру изводи искусан лекар. Ретко се мали комад плака може одломити и отпутовати у други крвни суд. Други потенцијални ризици атеректомије могу укључивати:
- аритмије (неправилан срчани ритам),
- крварење,
- оштећење крвних судова,
- срчани удар,
- инфекцију.